# Bobovišća na Moru
Bobovišća na Moru (italsky Porto di Bobovischie) jsou vesnice a přímořské letovisko v Chorvatsku ve Splitsko-dalmatské župě, nacházející se na západě ostrova Brač, spadající pod opčinu Milna. Nachází se asi 12,5 km jihozápadně od Supetaru. Sídlo oficiálně vzniklo během sčítání lidu v roce 2021, kdy se odtrhlo od sousední vesnice Bobovišća. Tehdy zde žilo 49 obyvatel. V roce 1991 byli všichni obyvatelé obou vesnic chorvatské národnosti.
Bobovišća na Moru leží u dvou zátok: Bobovišća a Vića (také Vičja luka, významné archeologické naleziště z dob osídlení dnešního Chorvatska Ilyry a Řeky). Nachází se zde významné památky, jako jsou opevněný zámek Gligo ze 17. století nebo dům Nazor z roku 1817.
Ve vesnici prožil část svého dětství básník Vladimir Nazor.